# Dąbrówki (województwo świętokrzyskie)
Dąbrówki – wieś w Polsce położona w województwie świętokrzyskim, w powiecie włoszczowskim, w gminie Krasocin.
W latach 1975–1998 miejscowość należała administracyjnie do województwa kieleckiego.

## Historia
Dąbrówki  wieś i folwark w powiecie włoszczowskim, gminie i parafii Krasocin. Gleba piaszczysta i kamienista. W roku 1880 Liczy 4 domy, 30 mieszkańców i 174 mórg ziemi, w tym 146 ornej roli a 28 mórg stanowią pastwiska